# Comuna Popești, Bihor
Popești (în maghiară: Papfalva) este o comună în județul Bihor, Crișana, România, formată din satele Bistra, Budoi, Cuzap, Popești (reședința), Varviz, Vărzari și Voivozi.

## Așezare geografică
Comuna Popești se învecinează la nord cu comuna Abram, la est cu comuna Suplacu de Barcău, la sud-est cu comuna Șinteu, la sud cu orașul Aleșd, la sud-vest cu comuna Brusturi, la vest cu comuna Derna, iar la nord-vest cu comuna Tăuteu.

## Demografie
Componența etnică a comunei Popești
     Români (68,35%)
     Slovaci (12,12%)
     Romi (4,73%)
     Maghiari (3,13%)
     Alte etnii (0,25%)
     Necunoscută (11,42%)
Componența confesională a comunei Popești
     Ortodocși (62,44%)
     Romano-catolici (13,18%)
     Penticostali (7,64%)
     Reformați (1,9%)
     Baptiști (1,15%)
     Alte religii (1,96%)
     Necunoscută (11,73%)
Conform recensământului efectuat în 2021, populația comunei Popești se ridică la 6.427 de locuitori, în scădere față de recensământul anterior din 2011, când fuseseră înregistrați 7.362 de locuitori. Majoritatea locuitorilor sunt români (68,35%), cu minorități de slovaci (12,12%), romi (4,73%) și maghiari (3,13%), iar pentru 11,42% nu se cunoaște apartenența etnică. Din punct de vedere confesional, majoritatea locuitorilor sunt ortodocși (62,44%), cu minorități de romano-catolici (13,18%), penticostali (7,64%), reformați (1,9%) și baptiști (1,15%), iar pentru 11,73% nu se cunoaște apartenența confesională.

### Distribuție pe sate
Ca specific, în localitățile Budoi și Vărzari trăiesc importante comunități ale slovacilor din România.

## Politică și administrație
Comuna Popești este administrată de un primar și un consiliu local compus din 15 consilieri. Primarul, Tudor-Dacian Cheregi[*], de la Partidul Social Democrat, este în funcție din 1 noiembrie 2024. Începând cu alegerile locale din 2024, consiliul local are următoarea componență pe partide politice:
|  | Partid                                                  | Consilieri | Componența Consiliului | Componența Consiliului | Componența Consiliului | Componența Consiliului | Componența Consiliului | Componența Consiliului |
|  | ------------------------------------------------------- | ---------- | ---------------------- | ---------------------- | ---------------------- | ---------------------- | ---------------------- | ---------------------- |
|  | Partidul Național Liberal                               | 6          |                        |                        |                        |                        |                        |                        |
|  | Partidul Social Democrat                                | 5          |                        |                        |                        |                        |                        |                        |
|  | Uniunea Democratică a Slovacilor și Cehilor din România | 2          |                        |                        |                        |                        |                        |                        |
|  | Alianța pentru Unirea Românilor                         | 1          |                        |                        |                        |                        |                        |                        |
|  | Partidul PRO România                                    | 1          |                        |                        |                        |                        |                        |                        |